# Il naso (Akutagawa)
Il naso (鼻?, Hana) è un racconto satirico breve di Ryūnosuke Akutagawa basato su un racconto giapponese del XIII sec. tratto dallo  Uji shui monogatari. Il naso è stata la seconda storia breve di Akutagawa, scritta poco tempo dopo "Rashōmon". È stata pubblicata per la prima volta nel gennaio 1916 sulla rivista studentesca Shinshichō della Tokyo Imperial University e successivamente pubblicata su altre riviste e varie antologie di Akutagawa. La storia è principalmente un commentario sulla vanità e sulla religione, in uno stile e temi tipici del lavoro di Akutagawa.

## Trama
Zenchi Naigu, un prete buddista del periodo Heian, è più interessato a diminuire il suo naso troppo lungo e penzolante che a studiare e insegnare i sūtra . Finge di ignorare il suo naso per paura che venga menzionato e studia testi religiosi nel disperato tentativo di trovare una persona con un naso come il suo. Quando è in privato, controlla costantemente il suo naso allo specchio, sperando anche in un minimo restringimento.
Un autunno, un discepolo rivela di aver appreso una nuova tecnica per restringere il naso da un amico, un medico cinese divenuto sacerdote di alto rango presso il tempio Chōrakuji di Kyoto . In un primo momento, Naigu finge disinteresse, per fare appello all'idea sbagliata che non si preoccupi del suo naso, ma alla fine “cede” alle insistenze del suo discepolo. Il discepolo prima fa bollire il naso, poi lo calpesta, rimuovendo infine le gocce di grasso che il trattamento estrae dal naso. Con soddisfazione di Naigu, il naso, una volta penzolante oltre il mento, ora ha le dimensioni di un tipico naso adunco.
Naigu, eccitato ma nervoso, inizia le sue routine settimanali. È sorpreso, tuttavia, di scoprire che le persone che incontra ridono di lui molto più apertamente di prima. Naigu diventa aspro e severo, al punto che un discepolo proclama: “Naigu sarà punito per averci trattato così duramente invece di insegnarci la Legge di Buddha”. La gente continua a ridere di Naigu per la sua vanità, finché un giorno Naigu si sveglia e, con suo sollievo e gioia, il suo naso è tornato alla sua lunghezza originale.

## Personaggi
Naigu
Un prete buddista ha attribuito la "saggezza dello zen", la sua vita è consumata da un'ossessione per il naso, che gli penzola oltre la bocca a circa cinque o sei pollici. Esamina le scritture per trovare riferimenti ad altri con la sua situazione particolare, ma non ottiene alcun successo. Quando trova un metodo per accorciare il naso, diventa impertinente quando la gente ride della sua vanità. Alla fine, quando il suo naso ricresce, si rallegra della sua condizione.
Discepolo
Un seguace di Naigu che informa il suo maestro di un metodo per accorciargli il naso. Successivamente si unisce agli altri nella sua critica a Naigu, sconvolto dal fatto che Naigu sia più interessato alla sua vanità che all'insegnamento delle scritture.

## Accoglienza e critica
Akutagawa ha guadagnato gran parte della sua fama iniziale da Il naso, uno dei suoi primi lavori.

Dopo aver letto Il naso, il famoso scrittore Natsume Sōseki ha inviato una lettera ad Akutagawa, lodando il suo lavoro:
Ho trovato il tuo pezzo [Il naso] molto interessante. Sobrio e serio senza cercare di essere divertente. Trasuda umorismo, segno sicuro di gusto raffinato. Inoltre, il materiale è fresco e accattivante. Il tuo stile è ben pubblicato, mirabilmente appropriato.
Akutagawa esplora i temi della vanità e dell'egoismo in Il naso. La vanità di Naigu lo porta a ossessionarsi solo con il suo naso. Questa vanità alla fine genera deturpazione e freddezza da parte dei suoi coetanei, riconoscendo che l'egoismo di Naigu ha la precedenza sui suoi studi e insegnamenti religiosi. Invece del suo status di rinomato prete, Naigu vede il suo naso come la fonte di come la società lo giudicherà. Come è tipico di Akutagawa, questi temi psicologici intrinsecamente moderni vengono inseriti direttamente in storie e miti antichi.

## Ambientazione
La storia fa riferimento al tempio Chōraku-ji, un tempio buddista a Shimoda, Shizuoka, dove il medico cinese della storia era precedentemente diventato un sacerdote di alto rango.
Il naso fa anche riferimento al Palazzo Imperiale di Kyoto, dove Naigu è uno dei pochi sacerdoti onorati in grado di ministrare all'interno delle mura del palazzo.

## Riferimenti ad altre opere
La storia fa numerosi riferimenti alle scritture buddiste, menzionando molti personaggi da esse, come Mokuren, Sharihotsu, Ryūju, Memyō e i Bodhisattva . Fa anche riferimento a una storia cinese in cui si dice che l'imperatore cinese Shu Han Liu Bei abbia avuto orecchie lunghe.

## Edizioni

### Traduzioni
Diversi traduttori hanno pubblicato Il naso in inglese, il più recente di Jay Rubin e pubblicato da Penguin Group.